# Franciszek Jamroż
Franciszek Stefan Jamroż (ur. 19 maja 1943 w Stalowej Woli, zm. 25 stycznia 2023 w Gdańsku) – prezydent Gdańska (1991–1994), działacz związkowy i samorządowy.

## Życiorys
W latach 1950–1957 uczęszczał do Szkoły Podstawowej nr 23 w Gdańsku–Oliwie, w latach 1957–1962 był uczniem Technikum Łączności w klasie o profilu telekomunikacyjnym. W 1968 ukończył studia na Wydziale Elektroniki Politechniki Gdańskiej ze specjalnością automatyka, uzyskując tytuł magistra inżyniera.
W latach 1995–1999 odbył szkolenia w zakresie audytu wewnętrznego systemu zapewnienia jakości, uzyskując certyfikaty Polskiego Centrum Badań i Certyfikacji.
W 1968 został zatrudniony w Gdańskich Zakładach Elektronicznych Unimor na stanowisku konstruktora. W latach 1971–1977 pracował w Zakładach Radiowych Radmor, gdzie był kierownikiem pracowni, 1977–1984 w Instytucie Łączności w Gdańsku, gdzie był kierownikiem Wydziału Konstrukcyjno-Warsztatowego.
W 1980 stał na czele Komisji Zakładowej „Solidarności” w Oddziale Instytutu Łączności, współtworzył Ogólnopolską Komisję Koordynacyjną Instytutu Łączności w Warszawie. W 1981 został delegatem na I zjazd Solidarności Regionu Gdańskiego, następnie członkiem Zarządu Regionu Gdańskiego. W 1989 kierował Komisją Programową i pełnił funkcję wiceprzewodniczącego Gdańskiego Komitetu Obywatelskiego. W 1990 był Przewodniczącym Wojewódzkiej Komisji do spraw Weryfikacji Pracowników Milicji i Służby Bezpieczeństwa.
W wyniku wyborów samorządowych z 1990 został radnym Gdańska. 5 czerwca, podczas uroczystej sesji inauguracyjnej nowych władz Gdańska w Ratuszu Głównego Miasta, wybrano go na przewodniczącego Rady Miasta Gdańska, 11 grudnia 1990 złożył rezygnację. 14 czerwca 1991 objął stanowisko prezydenta Miasta Gdańska, pełniąc funkcję do 7 lipca 1994.
W latach 1994–1998 był dyrektorem naczelnym, dyrektorem produkcji i dyrektorem do spraw rozwoju firmy NORD. W 2008 przeszedł na emeryturę.
Oskarżony wraz ze swoim zastępcą Dariuszem Śmiałkowskim o przyjęcie w 1994 od niemieckiej firmy SPO GmbH ponad 48 tysięcy marek w zamian za nabycie przez komunalne Gdańskie Przedsiębiorstwo Energetyki Cieplnej technologii i materiałów oraz za podpisanie kontraktu na ocieplanie budynków na Stogach został skazany w 2004 prawomocnym wyrokiem sądu na trzy lata pozbawienia wolności oraz grzywnę 20 tysięcy zł. Wyrok odbył.
Pochowany 1 lutego 2023 na gdańskim cmentarzu Srebrzysko.

## Życie prywatne
Syn ekonomisty Stefana Jamroża i Heleny z domu Popkiewicz, nauczycielki religii. Miał braci Ryszarda (ur. 1937), Jerzego (ur. 1939) i Stanisława (ur. 1945) oraz siostrę Alicję (ur. 1947). W 1969 ożenił się z Danielą Jurkowlaniec, miał córki Małgorzatę (ur. 1970) i Joannę (ur. 1971).